# 山城興英
山城 興英（やましろ こうえい、1950年（昭和25年）8月22日 - ）は、日本の実業家、銀行家。ユーシーカード代表取締役社長や、センチュリー・リーシング・システム代表取締役副社長等を歴任した。

## 人物・経歴
東京都出身。1973年立教大学経済学部卒業、第一勧業銀行入行。
1999年第一勧業銀行国際総括部長。同年国際企画室長。2000年みずほホールディングス国際地域総括部長。2002年みずほコーポレート銀行執行役員内幸町営業第三部長。2003年みずほコーポレート銀行監査役。2004年ユーシーカード専務取締役。
2005年ユーシーカード代表取締役社長。2007年みずほ銀行理事、センチュリー・リーシング・システム代表取締役副社長。
2011年岩崎電気監査役、清和クリエイト代表取締役社長。2015年丸仁ホールディングス代表取締役社長。